# Dragon Wars (videogioco)
Dragon Wars è un videogioco di ruolo fantasy pubblicato nel 1989-1990 per i computer Amiga, Apple II, Apple IIGS, Commodore 64 e MS-DOS dalla Interplay Productions. Versioni localizzate per il mercato giapponese uscirono per PC-98, Sharp X68000 e per la console Nintendo Entertainment System (NES).
Ha somiglianze con la serie di The Bard's Tale, nata in parte dagli stessi autori, e si può ritenere un suo erede. 
Infatti secondo Rebecca Heineman, all'epoca chiamato William Heineman e programmatore delle prime versioni per Apple, C64 e DOS, il titolo previsto era Bard's Tale IV fino a un mese prima dell'uscita, ma poi mancarono i diritti per usare tale nome e si ripiegò su Dragon Wars; ancora non c'erano neppure draghi nel gioco e Heineman dovette aggiungerne uno per coerenza con il nuovo titolo.
L'illustrazione di copertina, un guerriero e una guerriera seminudi che combattono un drago, è opera di Boris Vallejo, ed è riprodotta più o meno fedelmente nelle schermate iniziali di tutte le versioni.
Dragon Wars è stato incluso nella raccolta Interplay's 10 Year Anthology (DOS, 1993).
Emulazioni della versione DOS sono uscite per PC più recenti a partire dal 2015 su GOG.com e altri servizi.

## Trama
Dragon Wars si svolge in un mondo in gran parte marittimo, in particolare sul ricco arcipelago di Dilmun. I protagonisti sono arrivati su una nave di pellegrini alla città portuale di Purgatory, ma le guardie cittadine hanno sequestrato ai passeggeri tutti gli averi e sacrificato un decimo di loro ai draghi, per ordine dello stregone Namtar, detto la Bestia della Fossa, che ha trasformato l'antica civiltà di Dilmun in una tirannia. Il piccolo gruppo dei protagonisti deve anzitutto sopravvivere alla completa povertà nei bassifondi di Purgatory. Una volta fuggiti dalla città e attrezzatisi, tenteranno di vendicarsi di Namtar e rovesciarlo.
Namtar ha anche manipolato il re Drake per fargli bandire la magia da Dilmun, in modo da averne lui il monopolio. Varie città-stato si sono opposte a tale decreto e l'arcipelago è tuttora in guerra, mentre Namtar usa una propria sorta di polizia segreta per cacciare i maghi. Namtar ha quasi vinto e la magia è fuori legge, sebbene sia ancora insegnata di nascosto e tollerata nelle sue forme più lievi. Uno degli obiettivi dei protagonisti è appropriarsi della magia.
Dopo Purgatory il gruppo potrà avventurarsi in altre otto città, in complessi sotterranei, ed eventualmente in una miniera dove si può finire come schiavi.

## Modalità di gioco
Si inizia controllando un gruppo di quattro personaggi, che possono essere quelli forniti di default, essere definiti dal giocatore, o essere importati da salvataggi di tutti i tre giochi precedenti di The Bard's Tale (senza equipaggiamento e con ben pochi poteri magici). Durante il gioco il gruppo potrà allargarsi fino a sette personaggi, reclutando alleati ed evocando creature.
Ogni personaggio ha cinque attributi numerici di base, determinati distribuendo dei punti totali: forza, agilità, intelligenza, spirito e salute (punti ferita). Da questi attributi derivano altri valori, come l'attacco e la difesa di base e la potenza, ossia i punti magia da consumare per lanciare incantesimi.
Si possono poi acquisire abilità specifiche, tra numerose possibilità, come medicazione, arrampicata, conoscenza di un certo ambiente o di una certa classe di magia, uso di un certo tipo di arma.
Non ci sono classi, ma in pratica i personaggi si specializzano come guerrieri o come maghi.
Durante il gioco si guadagnano punti esperienza che permettono di far salire il livello del personaggio e così aumentare ancora attributi e abilità; tuttavia il gioco è dichiaratamente a bassa crescita e i personaggi non cambiano di molto solo con l'esperienza.
Quando inizia l'azione di gioco, lo schermo è suddiviso in tre aree principali:
- A sinistra c'è una vista frontale in prima persona fissa sul luogo attuale, dove appare anche l'eventuale nemico incontrato (se ne vede uno solo anche quando sono in gruppo), leggermente animato.
- A destra un'area di testo mostra i nomi dei propri personaggi, con alcune barre grafiche che ne misurano le condizioni generali; quando serve, quest'area passa anche a mostrare informazioni e menù.
- In basso c'è un'area per vari messaggi testuali brevi.

Altri messaggi compaiono in finestre popup.
In certe situazioni, il gioco rimanda alla lettura di uno specifico paragrafo del manuale, dove si trova una narrazione più dettagliata; questa caratteristica è stata ripresa dal precedente Wasteland della Interplay.
Per controllare il gioco si usa una decina scarsa di tasti. Quattro servono per muovere il gruppo, che si sposta tra luoghi adiacenti come se fossero caselle e cambia l'orientamento di 90°. Gli altri tasti richiamano i menù e sottomenù, dove i comandi si impartiscono premendo il tasto della lettera iniziale. Nei sistemi che lo supportano si utilizza anche il mouse.
Il gioco ha una funzione interna di automappa, che permette di visualizzare in pianta la propria posizione e i luoghi circostanti, ma con visibilità solo delle zone già visitate.
Si possono incontrare 60 tipi di nemici, tra persone, animali e mostri.
La meccanica del combattimento è quella dei precedenti titoli della Interplay, con descrizioni testuali senza visualizzazione dei personaggi in campo. Il sistema tiene conto della distanza relativa dei contendenti e della portata delle loro armi, mentre il giocatore a ogni turno seleziona per ogni membro del gruppo un'azione da menù.
Quando si incontrano nemici ci sono sempre le opzioni di combattimento normale, combattimento veloce (semplificato), o fuga. In entrambi i tipi di combattimento sono disponibili comandi come usare un oggetto, schivare, o lanciare incantesimi, ma il combattimento normale ha qualche opzione in più, come attaccare in modo più forte e meno peciso, attaccare l'arma nemica per cercare di disarmare, parare un avversario specifico, o cambiare l'ordine di schieramento dei personaggi. C'è sempre l'opzione fuga, ma così non si guadagnano punti esperienza e bottino.
Le magie si apprendono da pergamene che non è facile trovare. Esistono decine di tipi di incantesimi, appartenenti a quattro categorie di magia, e per ciascuna categoria è necessaria la relativa abilità. Ogni lancio di incantesimo consuma punti della potenza, in alcuni casi in quantità regolabile dal giocatore per variare la forza o durata dell'incantesimo.
Per svolgere determinate azioni, come sfondare o scassinare una porta, può esserci l'impiego diretto di attributi e abilità, un'altra caratteristica ripresa da Wasteland.
È possibile il salvataggio della partita, ma nelle prime versioni come quella per Commodore 64 c'è un solo spazio di salvataggio.
I testi di tutte le edizioni occidentali sono in inglese, ma almeno per Amiga esiste una versione in tedesco.
Le versioni NES, PC-98 e Sharp X68000 sono in giapponese. Per NES esiste una versione in inglese non pubblicata che rimase allo stadio di prototipo, ma è stata recuperata e divulgata anni dopo.
La versione NES differisce in modo più evidente dalle altre, avendo una sola area di testo in basso, mentre i combattimenti sono descritti in una schermata a parte. Anche i personaggi sono più semplici e si scelgono direttamente tra quattro classi.

## Accoglienza
Almeno nelle sue versioni occidentali, Dragon Wars fu generalmente gradito alla critica dei suoi tempi, con medie dei voti delle recensioni tipicamente tra 70% e 80%.
Un'osservazione fatta di frequente era alla poca originalità del gioco, simile ai molti altri giochi di ruolo dell'epoca.